# Dominic Purcell
Dominic Haakon Myrtvedt Purcell (17. únor 1970, Merseyside, Anglie) je australský herec, narozený v Anglii, ale nejvíce pracující v USA. Má také irský pas. Nejlépe známý je díky hlavní roli v seriálu John Doe, roli Lincolna Burrowse v seriálu Útěk z vězení a roli Micka Roryho v seriálech The Flash a Legends of Tomorrow.

## Životopis
Narodil se ve Wallasey v Cheshire, Anglie. Je synem Phila Myrtvedta a Mary T. Purcell. Má irskou matku, norského dědečka a irskoamerickou babičku. Když mu byly 2 roky, přestěhovala se rodina do Sydney. Navštěvoval veřejnou školu Blaxland, poté St. Dominic's College a McCarthy Catholic College. Později navštěvoval australské divadlo pro mladé lidi a navštěvoval akademii Western Australian Academy of Performing Arts, kde studoval i Hugh Jackman.
Ačkoli nikdy hercem nechtěl být, nečekaným impulsem se rozhodl jít na hereckou školu, kde studoval třeba s Hughem Jackmanem. Jeho první role byla v australském seriálu Raw FM. Po příchodu do Spojených států debutoval hlavní rolí v seriálu John Doe. Jeho velkou filmovou rolí byl Drákula ve filmu Blade: Trinity. Nejznámější je ale zřejmě díky roli vězně Lincolna Burrowse v seriálovém hitu Útěk z vězení. Objevil se také v sedmé epizodě první řady Dr. House nebo jako šéfkuchař Tommy Ravetto v North Shore.

## Osobní život
V roce 1998 si vzal Rebeccu Williamson, se kterou má čtyři děti (Joseph, Audrey, Lily, Augustus). V roce 2008 se dvojice rozvedla. Od roku 2011 chodí s herečkou AnnaLynne McCord.

## Filmografie
| Rok        | Film/seriál                   | Role                  | Poznámky                            |
| ---------- | ----------------------------- | --------------------- | ----------------------------------- |
| 1991       | Home and Away                 | Constable Rogers      | 3 díly                              |
| 1997-1998  | Raw FM                        | Granger Hutton        | hlavní role, 13 dílů                |
| 1998       | Bílá velryba                  | Bulkington            | 2 díly                              |
| 1998       | Vodní krysy                   | Alex                  | 2 díly                              |
| 1999       | Chřestýši                     | řidič                 | televizní film                      |
| 1999       | Prezidentova dcera            | Troy Nelson           | televizní film                      |
| 1999       | Škola zlomených srdcí         | Todd Gillespie        | vedlejší role, 6 dílů               |
| 2000       | Mission: Impossible II.       | Ulrich                |                                     |
| 2001       | Nebezpečná partie             | Mark                  |                                     |
| 2001       | Ztracený svět                 | Condillac             | díl: „The Travelers“                |
| 2001       | Pán šelem                     | Kelb                  | vedlejší role, 5 dílů               |
| 2001       | Bojovníci                     | Keith Grady           | televizní film                      |
| 2002       | Equilibrium                   | Seamus                |                                     |
| 2002-2003  | John Doe                      | John Doe              | hlavní role, 21 dílů                |
| 2003       | Visitors                      | Luke                  |                                     |
| 2004       | Divoká posedlost              | Lewis 'Lew' Brookbank |                                     |
| 2004       | Blade: Trinity                | Drake                 |                                     |
| 2004       | Dr. House                     | Ed Snow               | díl: „Fidelity“                     |
| 2004-2005  | North Shore                   | Tommy Ravetto         | vedlejší role, 5 dílů               |
| 2005-2009  | Útěk z vězení                 | Lincoln Burrows       | 81 dílů                             |
| 2006       | The Gravedancers              | Harris McKay          |                                     |
| 2007       | Po stopách zabijáka           | Tim Manfrey           |                                     |
| 2009       | Krvavý potok                  | Victor Alan Marshall  |                                     |
| 2009       | Prison Break: The Final Break | Lincoln Burrows       | televizní film                      |
| 2011       | Elitní zabijáci               | Davies                |                                     |
| 2011       | Strašáci                      | Jeremy Niles          |                                     |
| 2011       | Castle na zabití              | Russell Ganz          | díl: „To Love and Die in L.A.“      |
| 2011       | Dům u vycházejícího slunce    | Tony                  |                                     |
| 2011       | Escapee                       | Jaxon                 |                                     |
| 2012       | Hijacked                      | Otto Southwell        |                                     |
| 2012       | Společná terapie              | John Crowl            | díl: „Gun“                          |
| 2012       | Bad Karma                     | Mack                  |                                     |
| 2013       | Policajt na odpis             | Royce Walker          |                                     |
| 2013       | The Ganzfeld Experiment       | detektiv Malone       |                                     |
| 2013       | Suddenly                      | Barren                |                                     |
| 2013       | Útěk na svobodu               | Tommy Baxter          |                                     |
| 2013       | In the Name of the King III   |                       |                                     |
| 2013       | Assault on Wall Street        | Jim Baxford           |                                     |
| 2013       | Království Vikingů            | Eirick                |                                     |
| 2013       | Ice Soldiers                  | Malraux               |                                     |
| 2014       | The Bag Man                   | Larson                |                                     |
| 2014       | Muži v ringu                  | Sailor O'Connor       |                                     |
| 2014       | I Choose                      |                       | krátkometrážní film, také producent |
| 2014       | The Ganzfeld Haunting         | detektiv Malone       |                                     |
| 2014       | Turkey Shoot                  | Rick Tyler            |                                     |
| 2014–2016  | The Flash                     | Mick Rory/Heat Wave   | vedlejší role, 5 dílů               |
| 2015       | Gridlocked                    | David Hendrix         |                                     |
| 2015       | Isolation                     | Max                   | také výkonný producent              |
| 2015       | Abandoned                     | Jim                   |                                     |
| 2017–dosud | Legends of Tomorrow           | Mick Rory/Heat Wave   | hlavní role                         |
| 2017       | Útěk z vězení                 | Lincoln Burrows       | hlavní role, 9 dílů                 |
| 2017       | Supergirl                     | Mick Rory/Heat Wave   | díl: „Crisis on Earth-X, Part 1“    |
| 2017       | Arrow                         | Mick Rory/Heat Wave   | díl: „Crisis on Earth-X, Part 2“    |